# Mittlere Mühle (Steinwiesen)
Mittlere Mühle ist ein Wohnplatz des Marktes Steinwiesen im Landkreis Kronach (Oberfranken, Bayern).

## Geographie
Die Einöde liegt am linken Ufer der Rodach und an der Nordhalbener Straße (Staatsstraße 2207).

## Geschichte
Gegen Ende des 18. Jahrhunderts gehörte Mittlere Mühle zur Realgemeinde Steinwiesen. Das Hochgericht übte das bambergische Centamt Kronach aus. Die Grundherrschaft über die Schneidmühle hatte das Kastenamt Kronach inne.
Mit dem Gemeindeedikt wurde Mittlere Mühle dem 1808 gebildeten Steuerdistrikt Steinwiesen und der 1818 gebildeten Ruralgemeinde Steinwiesen zugewiesen. Mittlere Mühle wurde nur im amtlichen Ortsverzeichnis von 1877 als Gemeindeteil aufgelistet. Der Ort war zu dieser Zeit unbewohnt.

## Baudenkmal
- Sägemühle

## Religion
Der Ort war ursprünglich katholisch und ist bis heute nach Mariä Geburt (Steinwiesen) gepfarrt.